# 所以符號
在邏輯論證及數學證明中，所以符號（∴）通常用於邏輯結果之前，例如三段論的結論。該符號由正立三角形的三個頂點組成，讀作「所以」。
該符號一般不用於正式寫作，僅用於數學及速記。

## 使用示例

### 三段論
所有的神都是永生的。
宙斯是神。
∴ 宙斯是永生的。

### 數學
x + 1 = 10
∴ x = 9